# Estação Antímano
A Estação Antímano é uma das estações do Metrô de Caracas, situada no município de Libertador, entre a Estação Carapita e a Estação Mamera. Administrada pela C. A. Metro de Caracas, faz parte da Linha 2.
Foi inaugurada em 4 de outubro de 1987. Localiza-se na Autopista Francisco Fajardo. Atende a paróquia de Antímano.